# Chiasmodon niger
Cá biển đen (Danh pháp khoa học: Chiasmodon niger) là một loài trong các loài cá biển sâu thuộc họ Chiasmodontidae. Chúng sống ở những vùng biển nhiệt đới ở khu vực biển Caribe. Chúng được coi là một sinh vật không tưởng, phá vỡ các quy tắc vật lý thông thường, khi nuốt chửng con mồi lớn gấp 10 lần trọng lượng cơ thể nó. 

## Đặc điểm
Đây là loài cá kỳ lạ với khả năng đặc biệt là cá bé nuốt cá lớn. Chúng có thể nuốt vào trong bụng một con mồi có kích thước gấp đôi cơ thể của nó và có thể đến 10 lần khối lượng, chẳng hạn như cá thu thân dẹt. Do đó loài cá săn mồi này có tên là Great Swallower có nghĩa là Kẻ nuốt chửng kinh hoàng, có vẻ như đã có một vụ đánh cược đầy mùi rượu giữa Chúa Trời và Quỷ Satan để tạo ra một loại sinh vật kỳ lạ như thế, nó phá vỡ các quy tắc vật lý thông thường. Loài cá săn mồi với hình dáng khá xấu xí này có bộ răng thưa và cơ hàm co giãn rất khỏe. Thường ngụy trang dưới lớp nước sâu ở đáy đại dương thuộc vùng biển Caribe.
Chúng thực sự là kẻ thù đáng gờm của các loài cá có kích thước trung bình. Loài cá này có cấu tạo dạ dày đặc biệt như của loài trăn - có thể nuốt chửng con mồi to hơn kích thước cơ thể nó nhiều lần. Nó có khả năng thực hiện công việc đó với những loài sinh vật lớn hơn cơ thể của mình rất nhiều. Điều này là bởi vì chúng sở hữu một chiếc dạ dày lớn, đúng hơn là rất lớn, lớn hơn phần còn lại của cơ thể. Chúng có thể "chứa" những thứ lớn gấp 10 lần trọng lượng cơ thể của mình